# Zoey 101: Music Mix
Zoey 101: Music Mix (101 en Latinoamérica) es la banda sonora de la serie de televisión Zoey 101 de Nickelodeon que fue lanzado el 7 de marzo de 2006. Los géneros de las canciones son variados.

## Lista de canciones
- Edición estándar

| N.º | Título                              | Escritor(es)                                                             | Artista(s)            | Duración |  |
| 1.  | «Follow Me" (Instrumental Version)» | Britney Spears, Henrik Jonback, and Christian Karlsson & Pontus Winnberg | Jamie Lynn Spears     | 1:23     |  |
| 2.  | «Predictable»                       | Good Charlotte                                                           | Good Charlotte        | 3:10     |  |
| 3.  | «Louder»                            | The Piper Downs                                                          | The Piper Downs       | 3:58     |  |
| 4.  | «Calling All Angels»                | Train                                                                    | Train                 | 4:03     |  |
| 5.  | «Mandy»                             | Jonas Brothers                                                           | Jonas Brothers        | 2:49     |  |
| 6.  | «Vacation»                          | The Go-Go's                                                              | The Go-Go's           | 3:00     |  |
| 7.  | «Permanent Midnite»                 | Saucy Monky                                                              | Saucy Monky           | 2:25     |  |
| 8.  | «Found Out About You»               | Gin Blossoms                                                             | Gin Blossoms          | 3:54     |  |
| 9.  | «Highway To Nowhere»                | Drake Bell, Morton Shallman, Scott Bennett                               | Drake Bell            | 4:03     |  |
| 10. | «All I Want»                        | Toad The Wet Sprocket                                                    | Toad The Set Sprocket | 3:17     |  |
| 11. | «It's True»                         | Odds Against Tomorrow                                                    | Odds Against Tomorrow | 2:26     |  |
| 12. | «Okay»                              | Backhouse Mike                                                           | Backhouse Mike        | 3:32     |  |

- Edición deluxe

| N.º | Título                                | Escritor(es)                                                             | Artista(s)        | Duración |  |
| 13. | «Follow Me (Original Version)»        | Britney Spears, Henrik Jonback, and Christian Karlsson & Pontus Winnberg | Jamie Lynn Spears | 4:37     |  |
| 14. | «Tangled Up Me»                       |                                                                          | Jamie Lynn Spears |          |  |
| 15. | «Cry Baby»                            |                                                                          | Jamie Lynn Spears | 2:58     |  |
| 16. | «I Beat»                              |                                                                          | Jamie Lynn Spears | 3:29     |  |
| 17. | «Dream Girl»                          |                                                                          | Jamie Lynn Spears |          |  |
| 18. | «Follow Me»                           |                                                                          | Jamie Lynn Spears | 3:15     |  |
| 19. | «Diamond»                             |                                                                          | Jamie Lynn Spears |          |  |
| 20. | «Makes Me Happy»                      |                                                                          | Drake Bell        | 2:49     |  |
| 21. | «Hey Now (Girls Just Wanna Have Fun)» |                                                                          | Jamie Lynn Spears | 3:39     |  |
| 22. | «Are You Gonna Be My Girl»            |                                                                          | Jet               | 3:35     |  |
| 23. | «Follow Me (Stevex Remix)»            |                                                                          | Jamie Lynn Spears |          |  |

- Edición platinum

| N.º | Título             | Escritor(es)    | Artista(s)       | Duración |  |
| 24. | «A Thousand Miles» | Vanessa Carlton | Victoria Justice | 3:55     |  |